# Eugène Cavaignac
Cet article concerne l'homme politique. Pour son petit-fils historien, voir Eugène Cavaignac (historien).
Pour les articles homonymes, voir Famille Cavaignac.
Louis Eugène Cavaignac, connu aussi sous le nom de général Cavaignac, né le 15 octobre 1802 (23 vendémiaire an XI) à Paris et mort le 28 octobre 1857 dans son château d'Ourne à Flée, est un général et homme d'État français.
Commandant des zouaves (1840-1845), gouverneur d'Algérie (1848) puis président du Conseil des ministres chargé du pouvoir exécutif durant l'année 1848, il est candidat à l'élection présidentielle de 1848 mais battu par Louis-Napoléon Bonaparte.

## Famille et descendance
Il est le fils de Jean-Baptiste Cavaignac, conventionnel régicide, et de Marie-Julie de Corancez, et le frère cadet du républicain Godefroy Cavaignac. Il épouse en 1851 Louise Odier, fille de James Odier, régent de la Banque de France. Il a pour fils le ministre de la IIIe République Godefroy Cavaignac, et pour petit-fils l'historien Eugène Cavaignac.
Stanislas Mangin figure également au nombre de ses nombreux descendants.

## Enfance et jeunesse
Son père ayant été nommé directeur des Domaines, de l'Enregistrement et des Eaux et Forêts du royaume de Naples auprès de Joseph Bonaparte puis de Joachim Murat, il y passe son enfance de 1808 à 1812. À la Restauration, son père doit quitter la France en tant que régicide, et s’exile à Bruxelles où il meurt en 1829. Sa mère reste à Paris avec ses trois enfants, vivant dans une semi-pauvreté. Il entre au collège Sainte-Barbe où il se distingue, notamment en mathématiques.

## Carrière militaire
Il est admis à l'École polytechnique en 1820 puis poursuit sa formation de 1822 à 1824 à l’École d’application d’artillerie à Metz.
Il entre dans le génie, et est capitaine en second dans le 2e régiment du génie durant l'expédition de Morée entre 1828 et 1829, qui permit l'évacuation des troupes turco-égyptiennes des principales places-fortes du Péloponnèse lors de la guerre d'indépendance grecque.

## La révolution de 1830
En 1830, Louis-Eugène Cavaignac, alors à Arras, fut parmi les premiers à se déclarer du côté des insurgés parisiens. Après la révolution de 1830, il manifesta hautement ses tendances républicaines comme son frère aîné Godefroi.
En 1831, il signa à Metz le projet d'association nationale. En conséquence de cette démarche, le gouvernement le mit en non-activité.

## L'Algérie
Il fut éloigné en Algérie en 1832 dans l'armée d'Afrique où il se signala lors de plusieurs expéditions périlleuses. Après le succès de l'expédition de Mascara, à laquelle le capitaine Cavaignac avait pris part, le maréchal Clauzel, songeant à rentrer à Oran, voulut laisser une garnison française à Tlemcen qu'il occupait à l'extrémité ouest de l'Algérie, à une distance considérable de tous secours, au milieu du territoire tenu par les Kabyles. Cavaignac fut désigné en janvier 1836. On lui adjoignit 500 hommes, avec le titre de chef de bataillon provisoire.
Il résista pendant quinze mois dans le méchouar de Tlemcen à tous les efforts d'Abd el-Kader. Il repoussa les attaques réitérées de nombreuses troupes et il s'approvisionna par des raids chez les tribus voisines. Enfin, il fut relevé en mai 1837 et, le 4 avril suivant, le grade de chef de bataillon lui fut conféré à la sollicitation du maréchal Bugeaud. Le commandant Cavaignac quitta bientôt l'Afrique et revint en France où l'appelaient de graves intérêts et où il fut retenu quelque temps par des problèmes de santé.
À peine rétabli, il retourna à Alger où il fut de nouveau abandonné avec son bataillon dans Cherchell, ainsi exposé à des dangers plus grands et plus continuels qu'à Tlemcen. Il s'en tira avec grande gloire et une blessure grave (1840). Blessé de nouveau devant Miliana, il fut nommé colonel de zouaves et continua à servir la France par ses faits d'armes. Il inaugura, le 11 juin 1844, la pratique des enfumades : plusieurs centaines de Sbéhas sont asphyxiés dans les grottes où ils se sont réfugiés. Il prit part la même année à la bataille d'Isly, où il commanda l'avant-garde. On lui accorda enfin, en 1844, le titre de maréchal de camp.

## La révolution de 1848

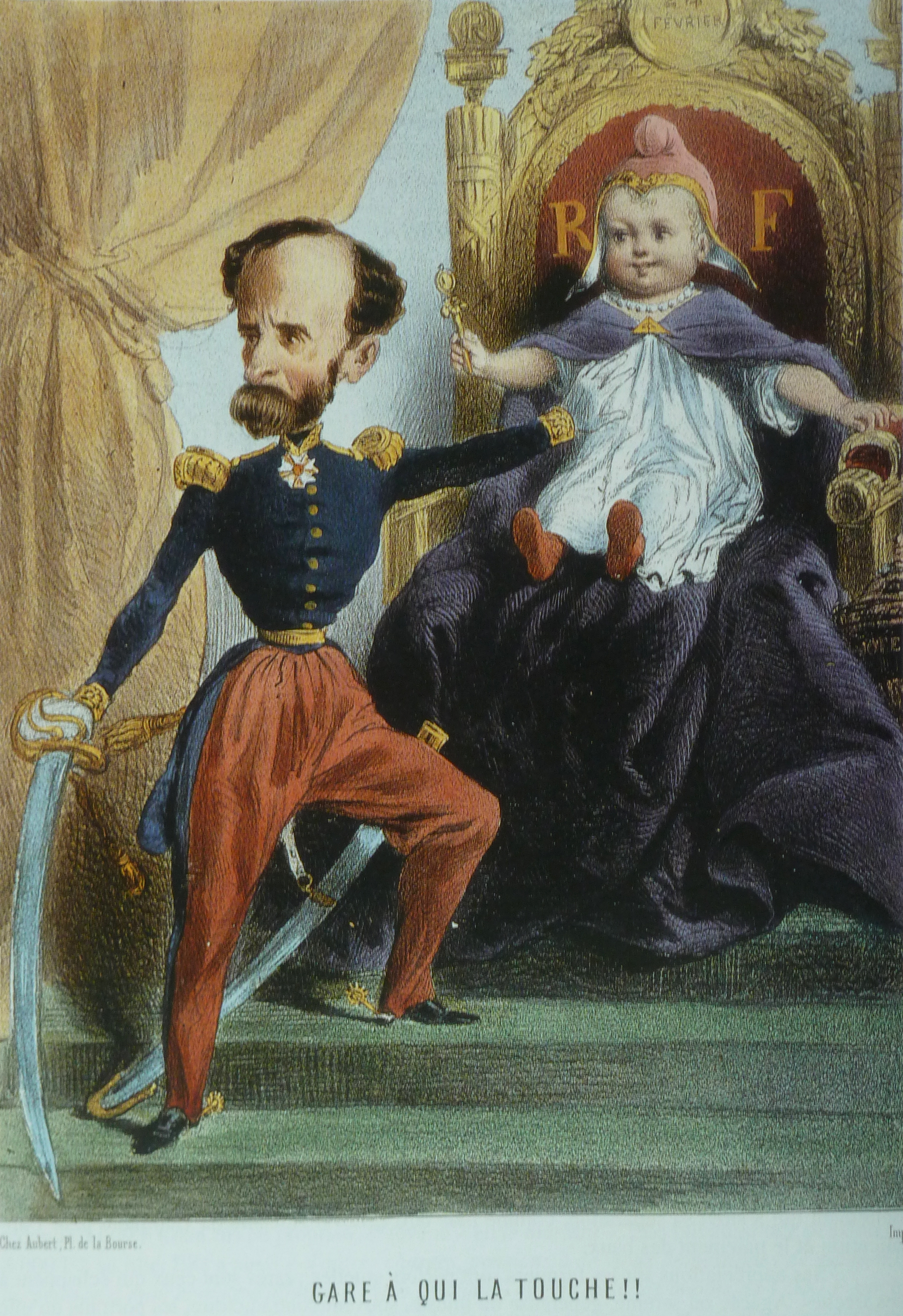
« Gare à qui la touche !! »
Caricature de Cavaignac en protecteur de la jeune république.

Après la révolution de février 1848, un des premiers actes du gouvernement provisoire fut de l'élever au grade de général de division, en lui confiant le gouvernement de l'Algérie. Il revint cependant en métropole et se fit élire représentant du peuple dans les départements de la Seine et du Lot.
Plusieurs fois, on lui offrit le portefeuille de ministre de la Guerre, mais il s'obstina longtemps à le refuser. Il l'accepta une première fois du 20 mars au 5 avril puis, à la suite de l'attentat du 15 mai contre l'Assemblée nationale, une deuxième fois du 17 mai au 28 juin 1848, lorsque le gouvernement provisoire eut cédé la place à une commission du pouvoir exécutif, composée de cinq membres.

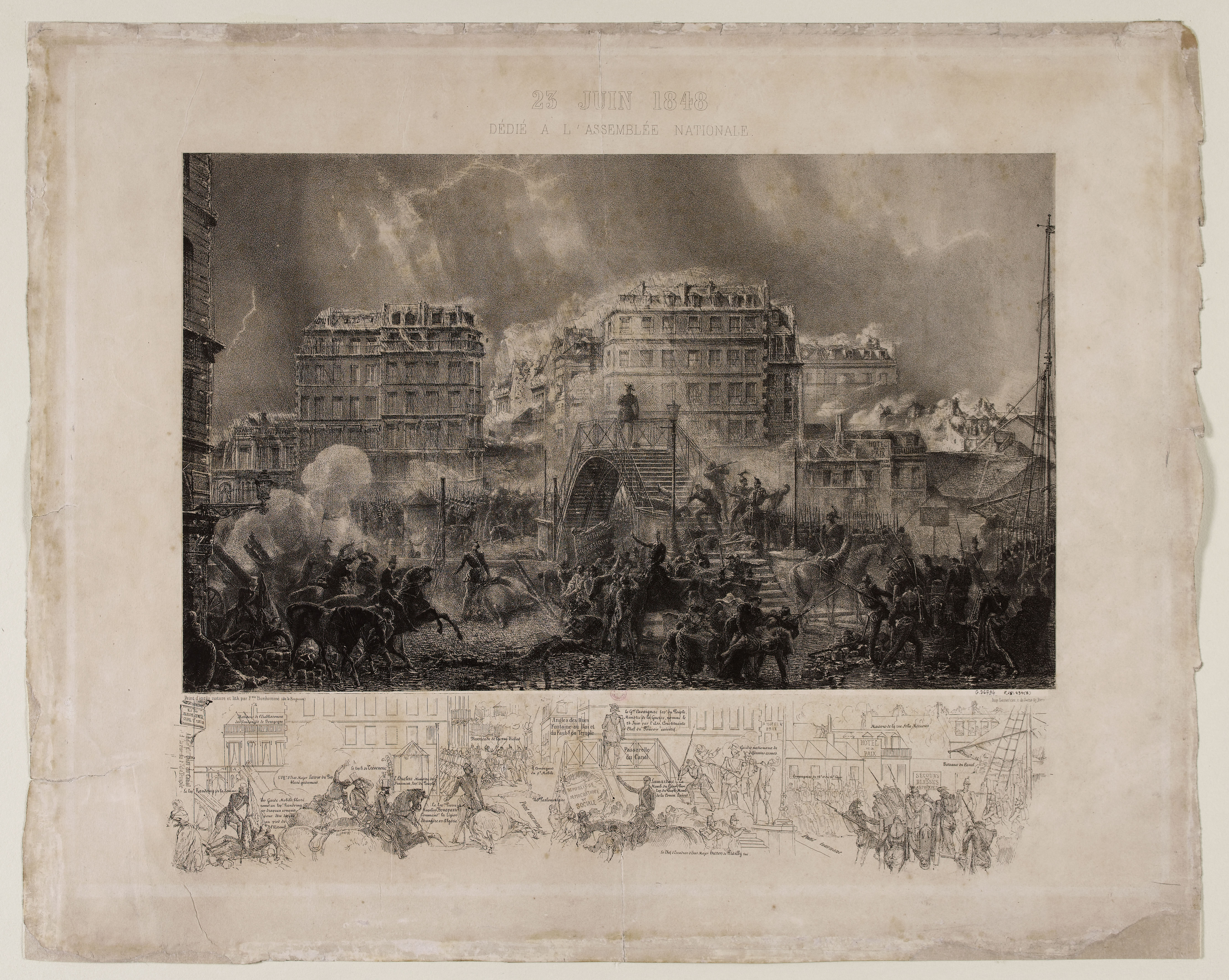
Lithographie d'après une œuvre d'Ignace-François Bonhommé représentant le général Cavaignac, sur la passerelle du Canal, Lamartine à cheval au premier plan, levant le bras droit. Œuvre conservée au Musée Carnavalet.

Le 23 juin commence ce que l'on appelle les journées de Juin, une révolte ou révolution par les partisans de la « République démocratique et sociale » à Paris. Cavaignac se dérobe aux demandes pressantes du gouvernement de faire sortir la troupe de ses casernes. Le 24 juin, un décret de l'Assemblée nationale lui délègue tous les pouvoirs exécutifs. Il montre d'abord quelque hésitation sur les mesures à prendre, mais il déploie bientôt la plus grande énergie et parvint, après plusieurs jours (24, 25 et 26 juin) d'une lutte acharnée qui fit 1 600 tués côté gouvernemental et entre 3 000 et 5 000 morts du côté de l'insurrection, à prendre le contrôle. Il se forge alors une réputation mauvaise auprès des ouvriers qu'il a durement réprimés lors de ces journées de Juin ; certains lui donnent même le surnom de "prince du sang", ce qui joue sur sa réputation lors des élections présidentielles des 10 et 11 décembre 1848.

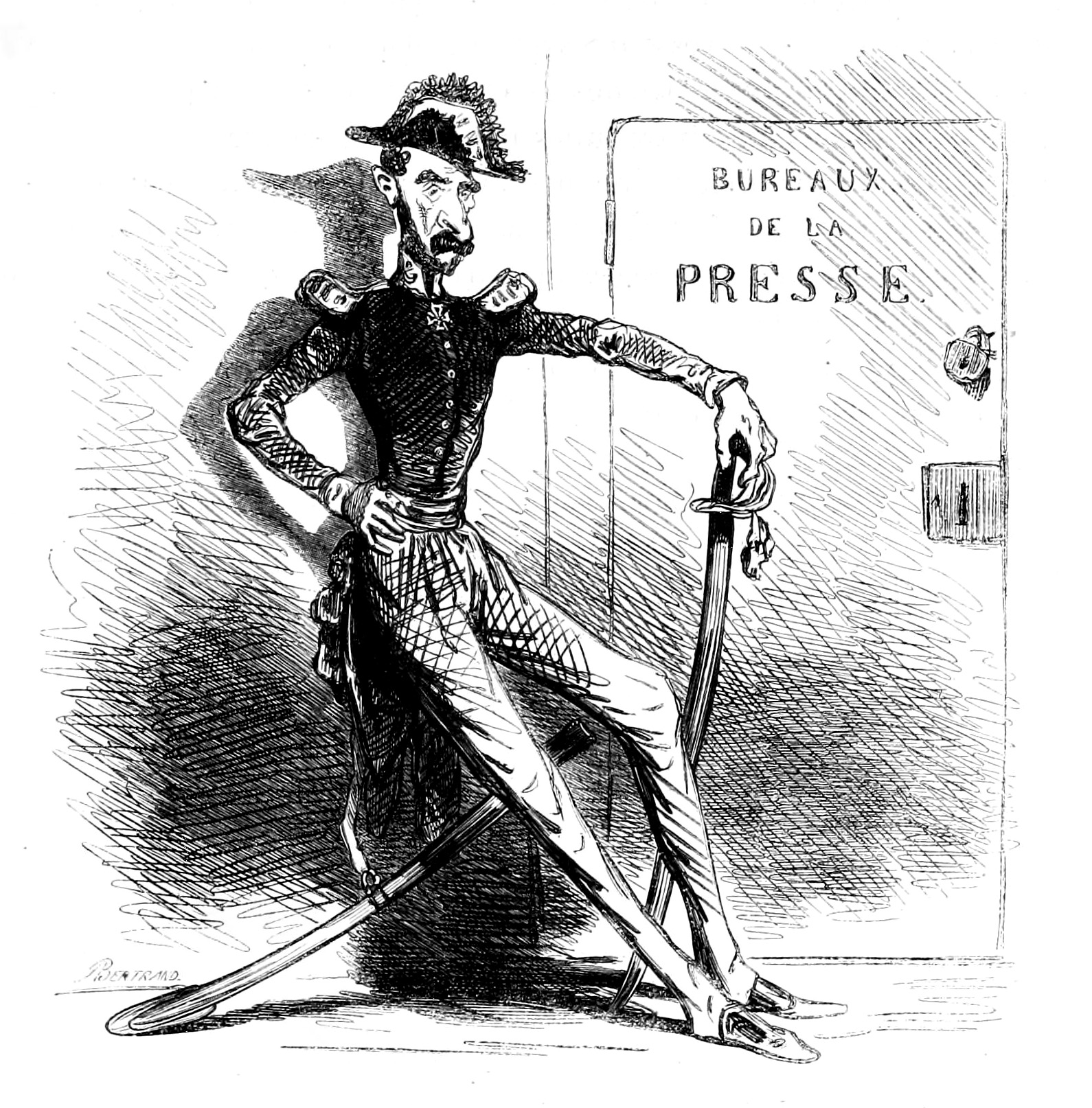
Cavaignac monte la garde devant un bureau de presse verrouillé. Caricature de Cham illustrant l'ouvrage d’Auguste Lireux, Assemblée nationale comique, 1850.

Le 28 juin, l'Assemblée déclarant qu'il a bien mérité de la patrie lui offre le bâton de maréchal de France, qu'il refuse, et lui confie de nouveau le pouvoir exécutif avec le titre de président du Conseil des ministres, qu'il conserve jusqu'au 20 décembre 1848. Investi de ces pouvoirs pour prévenir le retour du désordre, il ordonne la mise en état de siège, la suspension des journaux hostiles, la déportation des insurgés. En même temps, il refuse son concours à la propagande révolutionnaire, offrant un asile au Pape qui a quitté ses États et envoyant des troupes en Italie pour protéger sa retraite.
La popularité beaucoup trop rapide du général Cavaignac, l'engouement de la bourgeoisie pour tous ses actes sans exception, se sont usés bien vite. Après la promulgation de la nouvelle Constitution du 4 novembre instaurant la Deuxième République et l'élection du président de la République au suffrage universel, il se porte candidat à la présidence de la République, mais il ne peut guère réunir que le cinquième des suffrages, malgré le soutien du National et de l'Association démocratique des amis de la Constitution.

## Fin de carrière politique

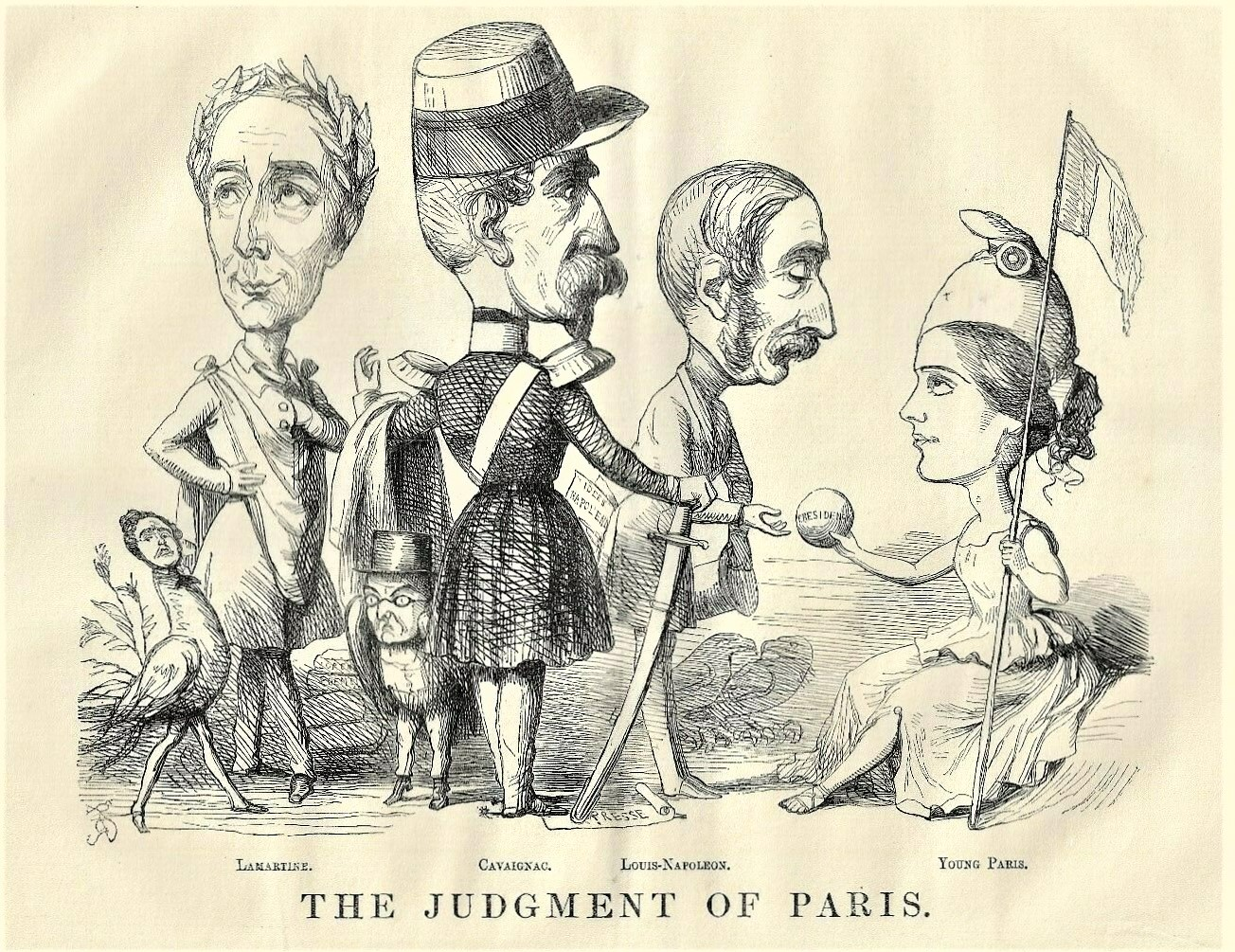
The Judgement of Paris,
caricature de Lamartine, Cavaignac et Louis-Napoléon Bonaparte.

Il fut nettement battu par Louis-Napoléon Bonaparte, lors du scrution présidentiel de décembre 1848 (Bonaparte obtint 5 434 000 voix, Cavaignac 1 448 000 voix, Ledru-Rollin 370 000 voix, Raspail 37 000 voix et Lamartine 18 000 voix). Par la suite, il refusa de prêter serment au prince-empereur après le coup d'État du 2 décembre 1851
Élu député de Paris en 1852, réélu en 1857, il refusa de prêter serment à l'Empire et prit sa retraite, retiré dans la Sarthe. Il mourut subitement, en octobre 1857, dans son château d'Ourne (Flée).

## Décorations
- Légion d'honneur :
  - Chevalier : 1833
  - Officier : 1841
  -  Commandeur de la Légion d'honneur : 1843
- Ordre Royal du Sauveur (Grèce)
  -  Croix d'or

## Hommage
- Un buste de Cavaignac est installé salle des conférences du palais Bourbon (Paris).

## Œuvres
- Lettres d'Eugène Cavaignac, Expédition de Morée (1828-1829), (capitaine en second dans le 2e régiment du génie), Revue des deux Mondes, 141, 1er mai 1897.
- De la régence d'Alger, note sur l'occupation, Paris : Victor Magen, 1839.

### Bibliographie

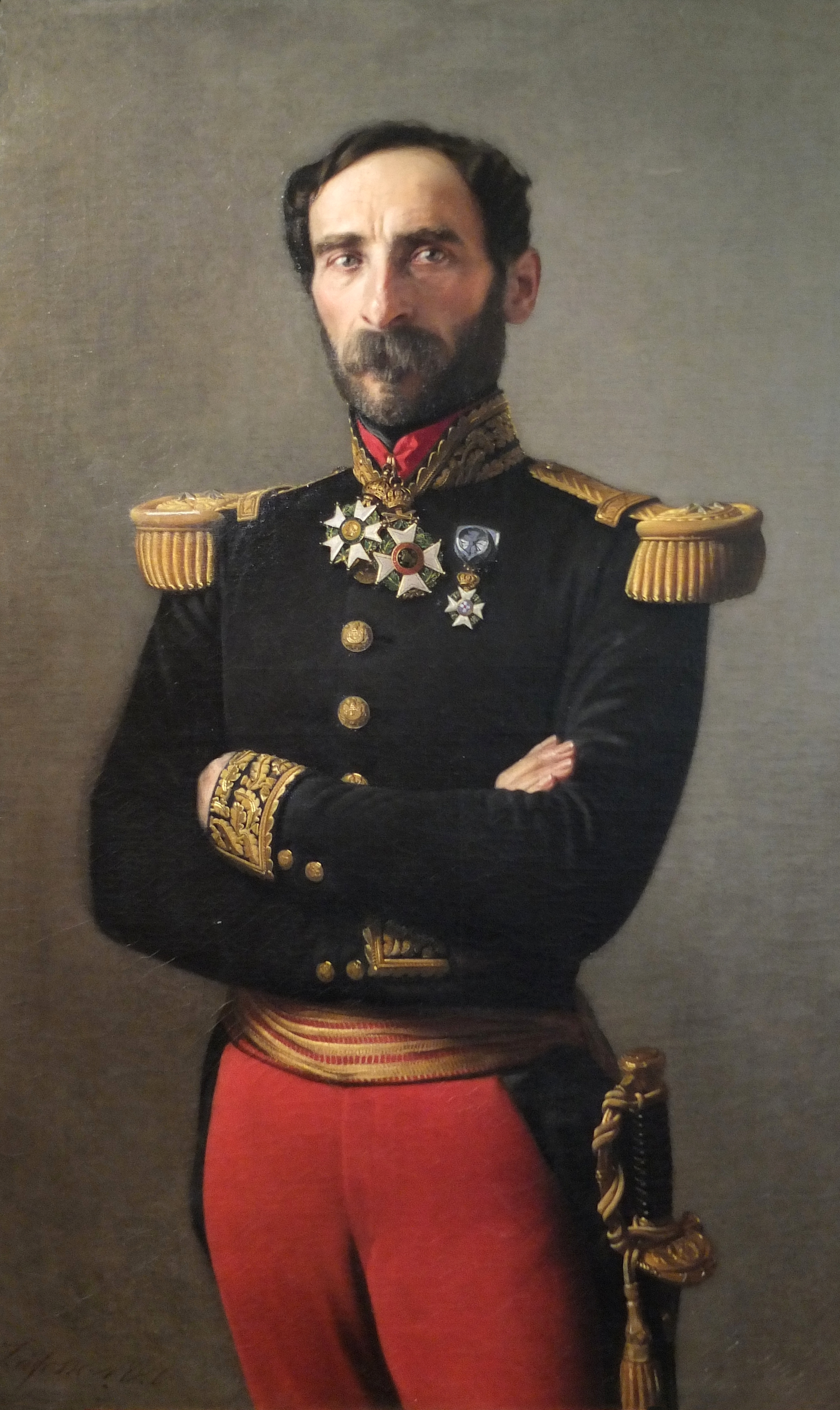
Le général Cavaignac en 1848.